# Azeroth
Azeroth è il pianeta principale dell'ambientazione di Warcraft, serie fantasy creata da Blizzard Entertainment. Nel complesso, è un mondo variegato, dotato di moltissime forme di vita e di una grande varietà di razze.

## Creazione e sviluppo
Azeroth viene introdotto come ambientazione di Warcraft fin daWarcraft: Orcs & Humans (1994), primo titolo della serie; gli scenari presenti in questo gioco sono limitati alle regioni di quello che, nella mappa attuale, è il regno di Roccavento; Warcraft II: Tides of Darkness (1995), secondo gioco della saga, aggiunge gran parte dei territori che formano i Regni Orientali. Nel terzo capitolo, Warcraft III: Reign of Chaos (2002), appaiono per la prima volta i continenti di Kalimdor e Nordania (rappresentati però solo parzialmente) e viene introdotto il planisfero che verrà poi ripreso, modificato e aggiornato nel corso di World of Warcraft; le varie espansioni di questo MMORPG vedono non solo la rivisitazione dei vari territori apparsi nei titoli precedenti, ma anche l'introduzione di vari altri, tra cui spicca in particolare il continente di Pandaria.
Il nome "Azeroth", tuttavia, è stato usato per designare entità territoriali diverse nel corso dello sviluppo della serie di Warcraft. In Orcs & Humans "Azeroth" era il nome del regno umano attaccato dall'Orda; questa nazione viene ribattezzata Kingdom of Stormwind (poi localizzato in "regno di Roccavento") in Of Blood and Honor (2001), sebbene nel materiale successivo mantenga il nome originale. I due nomi sono stati tuttavia usati intercambiabilmente fino a dopo il lancio di World of Warcraft. Nel materiale più recente, il regno è chiamato solo "regno di Roccavento", mentre il nome "Azeroth" è stato utilizzato per designare l'intero pianeta.
Sebbene l'universo di Warcraft consista anche di altri mondi e pianeti (Draenor il più importante tra questi), Azeroth è quello prevalente, dove è ambientata la maggior parte delle storie di Warcraft, inclusi tutti i videogiochi (altri mondi vengono visitati nelle loro espansioni), oltre venti romanzi, un ampio numero di fumetti, manga, nonché altri giochi di ruolo e giochi di carte collezionabili.

## Storia
Il pianeta di Azeroth, contenente l'anima di un Titano al suo interno, si formò all'interno della Grande Oscurità, e sulla sua superficie comparvero presto gli elementali, che cominciarono a darsi battaglia l'un l'altro; essi vennero ben presto sottomessi da alcuni Dei Antichi venuti dalla Grande Oscurità, che si installarono sul pianeta e ne presero il controllo, instaurando l'Impero Nero. Dopo gli Dei Antichi, anche i Titani del Pantheon scoprirono Azeroth, e decisero di portarvi l'ordine, cominciando con lo sconfiggere i signori elementali Ragnaros, Therazane, Neptulon e Al'Akir e relegandoli nei Piani Elementali. Al momento di scontrarsi con gli Dei Antichi, i Titani scoprirono però che essi erano radicati troppo in profondità nel pianeta, e distruggendo gli uni avrebbero distrutto anche gli altri: optarono così per imprigionarli nelle viscere della terra, dopodiché se ne andarono lasciando dei costrutti a sorvegliare lo sviluppo del mondo pacificato.
A questo punto, su Azeroth esisteva un solo continente chiamato "Kalimdor", al centro del quale si trovava il Pozzo dell'Eternità, un enorme lago di energia magica. Su Kalimdor sorsero quindi varie razze e civiltà; una di queste, l'impero dei kaldorei, attirò involontariamente l'attenzione della Legione Infuocata, che tentò di invadere il pianeta per distruggerlo: alla fine della guerra che ne risultò, detta Guerra degli Antichi, il Pozzo dell'Eternità implose dando origine ad un cataclisma noto come "Separazione": esso distrusse quasi l'80% dell'antica pangea di Kalimdor, lasciandone solo quattro parti separate dal Grande Mare, gli attuali continenti di Kalimdor, Regni Orientali, Nordania e Pandaria.

## Geografia
Azeroth è uno dei pianeti situati nella Grande Oscurità. Non si conoscono dati astronomici specifici, se non che Azeroth ha un sole e due lune, chiamate Dama Bianca (White Lady) e Bambino Blu (Blue Child).
Similmente alla Terra, la superficie conosciuta di Azeroth è coperta per la maggior parte dall'acqua. Le terre emerse sono costituite da quattro grandi continenti: Kalimdor ad ovest, i Regni Orientali ad est, Nordania a nord e Pandaria a sud. A questi va aggiunto un gran numero di isole.

### Kalimdor

Mappa generica di Kalimdor; i territori vengono talvolta divisi in tre "macroregioni": Kalimdor settentrionale (quelli in verde e blu), Kalimdor centrale (quelli in giallo e marrone), Kalimdor meridionale (quelli in viola e rosa)

Kalimdor è il grande continente occidentale di Azeroth; il suo nome, nella lingua degli elfi della notte, significa "terra della luce stellare"; essendo il luogo dove rimasero gli elfi della notte sopravvissuti alla Frattura, mantenne il nome dell'antica pangea. Dalla Frattura, il continente rimase in gran parte sotto il controllo degli elfi della notte e dei loro alleati, pur essendo abitato anche da altre razze (come i tauren, i centauri, i qiraji e alcune tribù di troll).
Da qui salparono gli alti elfi che approdarono a Lordaeron, ma il continente venne "riscoperto" dalle razze dei Regni Orientali solo alla vigilia della Terza Guerra, quando Thrall e Jaina Marefiero vi sbarcarono con la Nuova Orda e i rifugiati di Lordaeron.
Esso è suddiviso nei seguenti territori:
- Acquemorte (Dustwallow Marsh, tradotto anche come "Acquitrini di Dustwallow"[11][12]): sono una regione paludosa che si affaccia sul Grande Mare con una lunga penisola; il pantano è di difficile abitabilità e tana di molte bestie feroci, fra cui anche numerosi draghi neri, oltre che dagli ogre del clan Mazzapietra. Nelle acque circostanti la penisola vi sono numerose isole, di cui due piuttosto grandi: l'isola di Alcaz (a nordest), dove fu rinchiuso per breve tempo Varian Wrynn, e l'isola di Theramore, oltre la punta della penisola, che ospitava la città fondata da Jaina Marefiero[13]; Theramore venne distrutta da una bomba magica escogitata da Garrosh Malogrido.
- Ahn'Qiraj: detto "il regno perduto", è una zona piuttosto estesa che costituisce il fulcro dell'antico impero qiraji; vi è sepolto il Dio Antico C'Thun, ed è stato per lungo tempo anche base operativa del Martello del Crepuscolo.
- Azshara: regione costiera che prende il nome dalla regina dei kaldorei Azshara. Tutta la regione è costellata di rovine elfiche, e prima del Cataclisma era una zona perlopiù selvaggia, dotata solo di piccoli avamposti; in Cataclysm la zona viene stravolta dai goblin alleati dell'Orda, che l'hanno colonizzata e ne hanno alterato l'aspetto in modo da farla assomigliare al simbolo dell'Orda stessa[14]. 
La regione era già presente nelle mappe della campagna di Warcraft III: Reign of Chaos, e vi è ambientata la prima missione della campagna di The Frozen Throne. È visitabile sin dall'inizio nel MMORPG World of Warcraft, ma rimane una delle zone meno rilevanti fino all'uscita di Cataclysm, dove è stata sviluppata considerevolmente.
- Cratere di Un'Goro (Un'Goro Crater): un enorme cratere da impatto situato tra i deserti di Silitus e Tanaris; al suo interno si trova un ecosistema lussureggiante e popolato da dinosauri, gorilla, piante semoventi ed altro[13]. Similmente al Bacino di Sholazar a Nordania, Un'Goro era anticamente una specie di "terreno di prova" per i Titani al momento di plasmare il pianeta. 
Il nome "Un'Goro" (che ricorda quello del cratere di Ngorongoro, in Tanzania) significa "Terra degli Dei" in lingua qiraji[15].
- Desolanda (Desolace): regione arida e inospitale abitata da numerosi clan di centauri[13]. Siti di rilievo sono il cimitero dei kodo e Maraudon, un antico complesso sepolcrale dei centauri. Dopo il Cataclisma alcune aree della regione si sono rinverdite.
- Durotar: penisola brulla e sterile dove si sono stabiliti gli orchi, che l'hanno così battezzata in onore di Durotan, padre di Thrall[13][16]. Nel nord della regione si trova la città di Orgrimmar, capitale delle forze dell'Orda. A sud est, oltre la costa, si estendono le Isole dell'Eco, patria dei troll della tribù Lanciascura[13].
- Feralas: una giungla fitta e brulicante di creature[13], in cui si trovano molte rovine elfiche risalenti a prima della Frattura, in particolare la città di Eldre'thalas, nota anche come "Maglio Infausto" (Dire Maul)[13]. A Maglio Infausto risiedevano gli Eletti Shendra'lar, poi riunitisi agli elfi della notte, nonché satiri, ogre e fantasmi; l'arena della città è usata per combattimenti di gladiatori. 
Le Sentinelle degli elfi della notte, sotto il controllo di Shandris Piumaluna, avevano stabilito una base sull'isola di Sardor, poco distante dalla costa[13]; danneggiata dal Cataclisma, la fortezza è stata ricostruita sulla terraferma. Un'altra isola, l'Isola del Terrore, abitata da naga e chimere, sì è completamente inabissata dopo il Cataclisma.  
La regione è stata introdotta in World of Warcraft, ma prende il nome da una mappa per partite multigiocatore presente in Warcraft III: The Frozen Throne.
- Fontefredda (Winterspring): già presente in Warcraft III, è una grande regione selvaggia nel nordest di Kalimdor, abitata da yeti, draghi blu e mezzorsi. Vi si trova la città goblin di Lungavista[13].
- Isola di Brumacremisi (Bloodmyst Isle): un tempo chiamata Silvergale[13], è stata pesantemente contaminata dalle radiazione provocate dallo schianto della nave Exodar[13], ed è stata invasa dagli elfi del sangue di Kael'thas Solealto. È stata introdotta in The Burning Crusade.
- Isola di Brumazzurra (Azuremyst Isle); è il luogo dove si è schiantata la Exodar, la nave dimensionale che trasportava i draenei in fuga dalle Terre Esterne; lo schianto dell'astronave ha prodotto radiazioni magiche che hanno provocando mutazioni nella flora e nella fauna dell'isola[13]. È stata introdotta in The Burning Crusade, assieme all'isola di Brumacremisi.
- Millepicchi (Thousand Needles; tradotto anche come "Mille Aghi"[17]): una lunga e profonda gola rocciosa che parte dai confini orientali di Feralas per arrivare fino all'estremità opposta del continente. Il nome si riferisce alle innumerevoli mesa rocciose che punteggiano la regione, su cui i tauren hanno costruito i loro accampamenti[13]. La gola termine con un deserto di sale, ciò che rimane di un antico mare. In seguito al Cataclisma si è aperta una breccia nella parete che divide la zona dal Grande Mare, allagando completamente tutta la regione[18] eccetto per gli avamposti costruiti in cime alle mese.
- Monte Hyjal (Mount Hyjal); è la vetta su cui si trova il secondo Pozzo dell'Eternità, coperto dall'Albero del Mondo Nordrassil, e dove è avvenuta la battaglia del Monte Hyjal, conclusasi con la sconfitta della Legione Infuocata. La montagna è considerata sacra dagli elfi della notte, e vi si trova Barrow Deeps, la prigione in cui venne imprigionato Illidan. Introdotto in Warcraft III, è accessibile in World of Warcraft a partire da Cataclysm; la zona denominata "Monte Hyjal" sulle mappe è in realtà solo la parte sommitale del monte, che occupa in realtà gran parte di Kalimdor settentrionale.
- Mulgore: territorio verdeggiante e pacifico[13], circondato da alte montagne[19], adottato come casa dai tauren dopo che gli orchi li avevano aiutati a scacciare i centauri. Nella regione si trovano tre enormi mese su cui sorge la città di Picco del Tuono[20].
- Radaluna (Moonglade): è una piccola regione incassata fra le montagne di Rivafosca, Vilbosco e Fontefredda, controllata dai druidi del Circolo Cenariano. La città più importante della zona è Nottequieta, mentre grand parte della regione è occupata dal Lago Elune'Ara, dove dimora l'Antico Guardiano Omen[13].
- Rivafosca (Darkshore): regione costiera affacciata sul Mar Velato; è parte del regno degli elfi della notte, ma è principalmente disabitata e costellata di antiche rovine[13]. La zona è stata gravemente colpita dal Cataclisma (che ha distrutto fra l'altro la città principale, Auberdine) e dai successivi attacchi di naga e cultisti del Martello del Crepuscolo.
- Savane (Barrens, tradotto anche come "Terre Aride"[12]): enorme territorio desertico con alcune oasi. Fra gli accampamenti più rilevanti si possono citare il Crocevia (Crossroads) e Porto Paranco (Ratchet), un porto goblin neutrale[13]; da Cataclisma, nelle Savane Settentrionali l'Orda è alle prese con assalti di verrospini e centauri[13], mentre le Savane Meridionali sono divenute un terreno di battaglia fra Orda e Alleanza. La parte nord delle Savane Meridionali è rifiorita in una specie di giungla grazie agli sforzi del druido Naralex, ma è stata subito contaminata dall'Incubo di Smeraldo. La zona è stata introdotta già in Warcraft III.
- Silitus (Silithus): deserto torrido e secco che sta alle porte di Ahn'Qiraji, infestato dagli insettoidi silitidi, i cui alveari occupano diverse aree[13]. Qui vennero combattute la Prima e la Seconda Guerra delle Sabbie Mutevoli, e contingenti di druidi restano a tenere sotto controllo i silitidi[13]. Alla fine di Legion, il Titano Oscuro Sargeras conficca la propria immensa spada al centro di questa regione.
- Tanaris: deserto sabbioso, base delle operazioni dei goblin neutrali a Kalimdor[13]. Vi si trovano alcune rovine elfiche e la maggior parte della regione è in mani ai pirati o ai predoni. Nell'angolo nordoccidentale si trova la città di Zul'Farrak, abitata dai troll Sabbiafurente. Parte di Tanaris è stata allagata in seguito al Cataclisma. La base principale di Tanaris è la città goblin di Gadgetzan, mentre un altro sito estremamente importante sono le Caverne del Tempo (Caverns of Time) dei draghi bronzei[13], che contengono una serie di instance in cui il giocatore può rivivere battaglie dei giochi precedenti della serie.
- Teldrassil: è il nome dell'Albero del Mondo che sorge nel mare a nord ovest delle coste di Kalimdor[21]. Dopo la quasi distruzione di Nordrassil sul Monte Hyjal, Fandral Staghelm fece piantare quest'altro albero per sostituirlo, ma non essendo stato benedetto dagli Aspetti Draconici divenne corrotto[13]. Sui rami di Teldrassil si trova la capitale del regno degli elfi della notte, Darnassus[13]. Durante Battle for Azeroth, Sylvanas Ventolesto assedia Teldrassil e dà ordine di bruciarlo.
- Uldum: zona di Uldum è una zona desertica nel sud di Kalimdor, abitata dai tol'vir. Vi si trova il meccanismo titanico che permette la ri-originazione di Azeroth (cioè la distruzione e ricostruzione da zero del pianeta), nonché l'accesso al piano elementale dell'aria, Celaria (Skywall).
- Valtetra (Ashenvale): è una regione boscosa, che gli elfi della notte considerano come propria patria ancestrale[13]; l'accampamento principale è Astranaar. Fui qui che Grom Malogrido, sotto attacco dalle forze degli elfi della notte, venne corrotto da Mannoroth e uccise Cenarius e, più avanti, lo stesso Mannoroth[13].
- Vette di Petrartiglio (Stonetalon Mountains): una catena montuosa che sporge dalla costa occidentale di Kalimdor; è dimora di diverse creature pericolose, fra cui viverne ed arpie[13], e sulla cima si trova il Picco di Petrartiglio, un luogo sacro agli elfi della notte. La zona è stata introdotta già in Warcraft III.
- Vilbosco (Felwood): regione boscosa che si estende sopra alle scogliere di Rivafosca. L'invasione della Legione Infuocata durante la Terza Guerra e l'utilizzo del Teschio di Gul'dan da parte di Tichondrius e di Illidan hanno corrotto la terra e le creature selvatiche[13], rendendo Vilbosco un luogo tetro e pericoloso.

### Nordania

Mappa generica del continente di Nordania.

Nordania (Northrend) è il continente più settentrionale di Azeroth, chiamato anche "il tetto del mondo"; è una terra fredda, nota soprattutto per essere il luogo dove siede il Re dei Lich e dove è nato il Flagello dei non morti. Il continente è stato introdotto nel videogioco Warcraft III: Reign of Chaos e ripreso sia nella sua espansione The Frozen Throne che nella seconda espansione di World of Warcraft, Wrath of the Lich King.
A seguito della Frattura, a Nordania sorsero due imperi principali, quello dei nerubiani di Azjol-Nerub e quello dei troll di Zul'Drak. Entrambi terminarono quando Kil'jaeden inviò il Re dei Lich in cima al ghiacciaio Corona di Ghiaccio, che nel giro di poco tempo ottenne il controllo di gran parte del continente. Durante gli eventi di Wrath of the Lich King, varie fazioni (fra cui l'Orda, l'Alleanza, l'Alba d'Argento e la città di Dalaran) giunsero a Nordania, dove il Flagello venne sconfitto.
Il continente è suddiviso nelle seguenti zone:
- Approdo di Hrothgar (Hrothgar's Landing): piccola isola al largo della costa settentrionale, sito di un villaggio tuskarr, poi distrutto dagli kvaldir guidati dal Drottinn Hrothgar[23][24].
- Bacino di Sholazar (Sholazar Basin): caso unico in tutta Nordania, il Bacino di Sholazar è una giungla lussureggiante racchiusa fra la Tundra Boreale, Lungoinverno e Corona di Ghiaccio. In maniera simile al Cratere di Un'Goro a Kalimdor, esso era un luogo in cui i Titani facevano i loro esperimenti.
- Cime Tempestose (Storm Peaks, tradotto anche come "Picchi Tempestosi"[25]): sono una catena montuosa altissima ed impervia, sede di diverse fortezze titaniche, talune ancora abitate da guardiani titanici e giganti della tempesta, quali il Tempio delle Tempeste e Ulduar; quest'ultima è il luogo dove è imprigionato il Dio Antico Yogg-Saron.
- Colli Bradi (Grizzly Hills): territorio boscoso abitato da mezzorsi; era sede di un Albero del Mondo chiamato Vordrassil, corrotto però da Yogg-Saron e quindi distrutto.
- Corona di Ghiaccio (Icecrown): area occupata quasi per intero da un gigantesco ghiacciaio, sede del trono del Re dei Lich e pullulante di non morti.
- Dracombra (Dragonblight): cimitero di draghi nonché un luogo sacro per essi, al cui centro si eleva il Tempio della Lega dei Draghi (Wyrmrest Temple); vi si trova anche l'ingresso per il regno sotterraneo di Azjol-Nerub.
- Fiordo Echeggiante (Howling Fjord): un fiordo che costituisce la punta orientale di Nordania. Qui approdò Arthas Menethil quando arrivà per la prima volta a Nordania, e vi si trova la fortezza dell'Alleanza di Valguardia.
- Foresta di Cristallo (Crystalsong Forest): una foresta che venne tramutata in cristallo quasi per intero durante una terribile battaglia fra draghi blu e neri, pervasa sin da allora da una forte e antica magia e mai conquistata dalle forze del Re dei Lich[26], che pare difenderla dai malintenzionati: di fatto, il Re dei Lich non è mai riuscito a conquistare la foresta[26].
- Lungoinverno (Wintergrasp): vasto lago in parte prosciugato e in parte congelato: in Wrath of the Lich King funge da area aperta per PvP, incentrato sull'uso di armi d'assedio.
- Tundra Boreale (Borean Tundra, tradotto anche come "Tundra Boreana"[27]): tundra che occupa tutto il corno occidentale di Nordania, cosparsa di sorgenti calde e geyser e scarsamente popolata; vi si trova Kaskala, la capitale dei Tuskarr. Al largo della costa settentrionale si trova la grande isola di Ibernia (Coldarra), sede del Nexus, la base dell'Aspetto Draconico della magia Malygos[22].
- Zul'Drak: sede un tempo del florido impero dei troll Drakkari, la regione è stata completamente devastata dal Flagello che, all'avvento di Wrath of the Lich King, ne controlla una buona parte; vi si trova Gundrak, la capitale dell'impero Drakkari.

### Pandaria

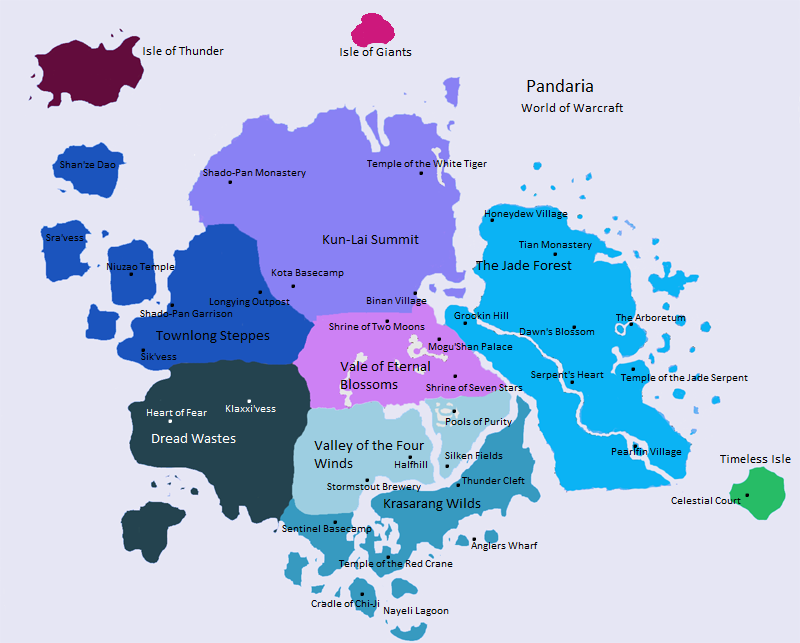
Mappa generica di Pandaria

Pandaria è un continente situato all'estremità meridionale del Grande Mare; sebbene citato già in Warcraft III: The Frozen Throne, è stato introdotto solo in World of Warcraft: Mists of Pandaria.
Nella Kalimdor primigenia, il territorio che sarebbe divenuto Pandaria venne unificato in un unico impero dai mogu, che instaurarono un regno di schiavitù e tirannide; fino a che non vennero rovesciati dalla rivolta dei pandaren. Durante la Guerra degli Antichi, l'imperatore dei pandaren Shaohao avvolse l'intero continente con una foschia magica: ciò salvò la terra dal disastro della Frattura, ma al contempo celò Pandaria al resto del mondo: tale incantesimo venne meno solo dopo il Cataclisma.

### Regni Orientali

Mappa generica dei Regni Orientali; i territori in viola e blu fanno parte di Lordaeron, quelli in verde di Khaz Modan, quelli in giallo e marrone di Azeroth.

I Regni Orientali (Eastern Kingdoms) sono il continente situato ad est del Grande Mare; è stato il primo continente ad essere sviluppato nella saga di Warcraft, essendo presente già in Warcraft: Orcs & Humans. I Regni Orientali sono suddivisi in tre macroregioni: Lordaeron, Khaz Modan e Azeroth (è importante notare che Azeroth è il nome sia dell'intero pianeta, sia di questa regione).
Dopo la Frattura, nei Regni Orientali sopravvivevano due grandi imperi troll, quello degli Amani nel nord, e quello dei Gurubashi nel sud. 2700 anni dopo la Frattura gli alti elfi, esiliati da Kalimdor, giunsero a Lordaeron e fondarono il regno di Quel'Thalas nell'estremo nord del continente, e nel contempo anche gli umani fondarono l'impero di Arathor: i due imperi neonati, unendo le forze, sconfissero i troll Amani, ponendo fine al loro impero. L'impero Gurubashi cadde invece a causa di una guerra civile fra le tribù. Col tempo, anche l'impero degli umani si divise, formando altri sette regni (di cui uno ad Azeroth, nella Foresta di Elwynn). 7500 anni dopo la Guerra degli Antichi, venne fondato anche il regno dei nani a Khaz Modan. Anche questo impero, tuttavia, si frantumò a seguito di una guerra civile, e alcuni clan crearono regni separati in altre terre.
In quello che è considerato l'anno zero della storia di Warcraft, l'Orda degli orchi invase i Regni Orientali, dando il via alla Prima Guerra che distrusse il regno umano di Roccavento, nel sud del continente; a questa seguì la Seconda Guerra, con cui l'Orda arrivò a minacciare Lordaeron prima di essere sconfitta dalle forze dell'Alleanza. Dodici anni dopo, il Flagello invase e devastò Lordaeron; i non morti Reietti capitanati da Sylvanas Ventolesto hanno successivamente ottenuto il controllo di gran parte delle regioni di Lordaeron, sottraendolo al Flagello e all'Alleanza.

#### Lordaeron
Lordaeron è il più settentrionale dei tre sub-continenti che formano i Regni Orientali. Un tempo governato da diversi fiorenti imperi umani, la Seconda Guerra e l'invasione del Flagello dei non morti lo hanno ridotto ad una terra martoriata. Va notato che l'impero di Lordaeron (la cui capitale si chiamava a sua volta Lordaeron) non occupava la totalità del continente, ma solo una parte. Nella regione si trovano due grandi laghi, il Lordamere (ad ovest) e il Darrowmere (al centro); Lordaeron si compone delle seguenti zone:
- Altopiani d'Arathi (Arathi Highlands): fulcro dell'impero di Arathor alla sua fondazione e sede della sua capitale Strom. Dopo la frammentazione di Arathor Strom divenne una città stato chiamata Stromgarde; sfuggita al Flagello, essa cadde per altre ragioni anni dopo la Terza Guerra.
- Alture di Colletorto (Hillsbrad Foothills): zona costera del sud di Lordaeron; vi si trova la città di Riva del Sud, dove sbarcarono i rifugiati di Roccavento al termine della Prima Guerra (caduta in tempi recenti per mano dell'Orda ed attualmente ridotta in macerie), e le rovine di Forte Durnholde, il campo di concentramento dove Thrall passò parte della sua vita.
- Entroterre (Hinterlands): patria dei nani del clan Granmartello, celebri addestratori di grifoni, nonché di diverse tribù di troll, fra cui i Ramorrendo, gli Scorzasecca e gli Zannatorta, questi ultimi alleati dell'Orda.
- Gilneas: penisola che si estende all'estremità sudoccidentale di Lordaeron, governata dall'omonimo regno umano; dopo la Seconda Guerra, re Genn Mantogrigio portò il regno fuori dall'Alleanza e trincerò la regione dietro a un enorme muro, il "Muro Mantogrigio"[38]. Sfuggita così al Flagello, venne tuttavia colpita dalla maledizione dei worgen[39] e, dopo il Cataclisma, invasa dai Reietti[39].
- Kul Tiras: piccolo arcipelago al largo delle coste occidentali di Khaz Modan, controllato dall'omonimo regno, con capitale Boralus[40]. È la patria di Jaina.
- Montagne d'Alterac (Alterac Mountains, tradotto anche come "Monti Alterac"[41]): gruppo montuoso nel centro di Lordaeron, un tempo sede del regno di Alterac. La regione è in gran parte sotto il controllo dei banditi della Lega dei Tagliagole (Syndicate), mentre la capitale in rovina è popolata da ogre[42]. Nei monti Alterac si trovava anche la città di Dalaran, prima che diventasse una città volante semovente. Nell'espansione Cataclysm sono state ridotte ad una sotto-zona delle Alture di Colletorto.
- Quel'Thalas: penisola a nord-est di Lordaeron, il cui nome, nella lingua degli alti elfi, significa "Patria degli Alti"[28]. È sede del regno degli elfi del sangue, ed è suddivisa in Terre Spettrali (Ghostlands, la metà a sud) e Boschi di Cantoeterno (Eversong Woods, la metà a nord), con l'aggiunta dell'Isola di Quel'Danas (Isle of Quel'Danas) al largo della costa settentrionale. Nei Boschi di Cantoeterno si trova la capitale degli elfi del sangue, Lunargenta (Silvermoon City), mentre sull'isola di Quel'Danas è situato il Pozzo Solare.
- Radure di Tirisfal (Tirisfal Glades): zona boscosa nell'estremità nord-occidentale di Lordaeron, e luogo dove morì il custode titanico Tyr ("Tirisfal" significa "caduta di Tyr" in lingua vrykul). Qui venne fondato il Concilio di Tirisfal e, affacciata sulla costa del lago di Lordamere, si trovava la capitale del regno di Lordaeron[43], distrutta dal Flagello; sotto alle sue rovine venne costruita Sepulcra (Undercity), capitale dei Reietti, a sua volta caduta durante gli eventi di Battle for Azeroth.
- Selva Pinargento (Silverpine Forest, o anche solo Silverpine): regione boscosa affacciata sul Grande Mare ad ovest, e sul lago di Lordamere ad est[44].
- Terre Infette (Plaguelands, tradotto anche come "Terre Appestate"[45]), generalmente suddivise in Orientali e Occidentali: regione un tempo sotto il controllo del regno di Lordaeron, sito di diverse grandi città come Stratholme, Mano di Tyr, Valsalda e Andorhal. La zona fu quella più pesantemente colpita dal Flagello (il nome "Terre Infette" è posteriore a tale evento). Varie fazioni hanno tentato di sottrarre le Terre Infette alle grinfie del Flagello, fra cui la Crociata Scarlatta, i Reietti e l'Alba d'Argento.
- Tol Barad: isola al largo della Baia di Baradin, nelle Paludi Grigie[46], sede di una cittadella costruita ai tempi di Arathor[47] e passata poi sotto il controllo di Stormgarde. Razziata dall'Orda durante la Seconda Guerra[46][47], venne reclamata in seguito da Kul Tiras che vi costruì una prigione segreta[47].

#### Khaz Modan
Khaz Modan (che significa "montagne di Khaz'goroth") costituisce la parte centrale dei Regni Orientali, e si tratta di una regione montagnosa, separata da Lordaeron da uno stretto canale e del tutto fusa, invece, con Azeroth. Include i seguenti territori:
- Alture del Crepuscolo (Twilight Highlands): introdotte in Cataclysm, qui si trova la fortezza nanica di Grim Batol; la zona è stata invasa dalle forze del Martello del Crepuscolo, da cui prende il nome[48].
- Dun Morogh: fredda zona montagna nel nordovest di Khaz Modan, sotto il diretto controllo dei nani di Forgiardente. Vi si trovano sia la capitale di questi ultimi (Forgiardente, per l'appunto) sia quella degli gnomi, Gnomeregan.
- Gorgia Rovente (Searing Gorge): piccola regione, costituita da terreno arido e bruciato; confina a sud con le Steppe Ardenti, da cui è separata dal grande Massiccio Roccianera.
- Loch Modan: vasta area verdeggiante occupata quasi per intero da un lago, il Loch. Le acque del lago defluiscono in continuazione verso le Paludi Grigie, rallentate da una titanica diga costruita dai nani. Il Cataclisma ha gravemente danneggiato la diga, causando il quasi totale prosciugamento del lago.
- Maleterre (Badlands): zona arida e calda, abitata da bestie selvagge quali coyote, coguari, avvoltoi e draghi neri. Vi si trova l'antica città titanica di Uldaman, in cui si risvegliarono i primi nani, poi invasa dai trogg[49].
- Massiccio Roccianera (Blackrock Mountain): imponente montagna sul confine fra la Gorgia Rovente e le Steppe Ardenti (di cui viene talvolta considerata parte). In cima alla montagna si trovavano il covo drago nero Nefarian e la base dell'Orda Oscura, Ordamar, mentre nelle profondità della montagna si trova la capitale dei nani Ferroscuro, Forgiascura, e il covo del signore elementale del fuoco Ragnaros.
- Paludi Grigie (Wetlands): regione acquitrinosa e piuttosto selvaggia nella parte settentrionale di Khaz Modan; a nord, il Viadotto di Thandol le collega con Lordaeron. Il nome è anche quello di una mappa di Warcraft III.
- Steppe Ardenti (Burning Steppes): zona pianeggiante simile alla confinante Gorgia Rovente, arida e pericolosa. Vi si trovano le rovine di Thaurissan, la prima capitale dei nani Ferroscuro, di cui le Steppe Ardenti erano il regno[50].

#### Azeroth
La parte meridionale dei Regni Orientali, che porta lo stesso nome dell'intero pianeta. Buona parte di Azeroth è sotto il controllo dell'Alleanza, anche se durante la Seconda Guerra ha subito un periodo di dominio dell'Orda. Comprende i seguenti territori:
- Boscovespro (Duskwood): zona boscosa avvolta in un perenne crepuscolo, causato dalla maledizione di un manufatto noto come "Falce di Elune". La stessa maledizione ha portato anche gli worgen ad infestare la zona. Un punto di particolare interesse è il Bosco del Crepuscolo, dove si trova un portale per il Sogno di Smeraldo. Il nome della zona è ripreso da una mappa multigiocatore di Warcraft III.
- Foresta di Elwynn (Elwynn Forest): vasta area boscosa alle porte di Roccavento (Stormwind o anche Stormwind City), la capitale dell'Alleanza; vi si trova l'Abbazia della Contea del Nord, sede centrale della Chiesa della Luce.
- Marche Occidentali (Westfall): regione costiera affacciata sul Grande Mare, in parte controllata dai banditi della Fratellanza di Defias, che hanno la loro base nelle Miniere della Morte, a sud. Nella zona sono presenti diverse fattorie. Sebbene abbia un clima mite simile a quello della Foresta di Elwynn, la zona è tormentata da un forte vento[51].
- Montagne Crestarossa (Redridge Mountains): catena montuosa che ospita un grande lago, il Lago Placido. La città principale è Borgolago, indipendente da Roccavento ma posta sotto la sua protezione.
- Palude del Dolore (Swamp of Sorrows, tradotto anche come "Palude delle Pene"[41]): zona paludosa, umida e uggiosa. Vi si trova il Tempio di Atal'Hakkar, una lugubre costruzione utilizzata dai troll per venerare il loro dio Hakkar.
- Terre Devastate (Blasted Lands): un tempo parte della Palude del Dolore, la terra venne bruciata dall'apertura del Portale Oscuro, tramite il quale l'Orda arrivò ad Azeroth. Vi si trova il Forte di Guardiafatua (Nethergarde Keep), costruito dall'Alleanza per sorvegliare il Portale.
- Valico Ventomorto (Deadwind Pass): piccolo e cupo valico montano incastonato nel centro di Azeroth. È noto principalmente per essere il luogo dove si trova Karazhan, la torre dell'ultimo Guardiano di Tirisfal Medivh; essa, che è l'unico punto d'interesse della regione, esisteva da prima di Medivh e i suoi costruttori sono ignoti. Si erge su una piccola porzione di terra "simile alla forma di un teschio umano"[52] e probabilmente la gola in cui è stata eretta è stata formata da un'esplosione[53]. Nella zona dove sorge la realtà è indebolita e vi è una forte presenza magica, motivo per cui Medivh la prese come residenza, pensando addirittura che sia l'esplosione che la costruzione fossero state pianificate per il suo stesso arrivo[54]. L'influsso malefico della torre han reso inabitabile la regione, che è sostanzialmente deserta e frequentata soltanto da bestie feroci, demoni, non morti e dagli ogre del clan Ventomorto, oltre a qualche sparuto e ostinato gruppo di umani[55].
- Valle di Rovotorto (Stranglethorn Vale): è la penisola con cui terminano a sud i Regni Orientali. È una zona molto estesa, ulteriormente suddivisa in Rovotorto Settentrionale (Northern Stranglethorn, la metà superiore) e Capo di Rovotorto (Cape of Stranglethorn, quella inferiore). Si tratta di una giungla tropicale, i cui unici centri civilizzati sono Zul'Gurub, un tempo capitale dell'impero dei troll Gurubashi, e Baia del Bottino, un grosso porto retto dai goblin del Cartello Spargifumo.

### Dalaran

Dalaran appena prima della sua distruzione per mano di Archimonde

Dalaran è una città volante abitata da maghi, che è stata spostata diverse volte nel corso della sua storia; essa è governata dal Kirin Tor, un concilio di sei potenti arcimaghi, il cui leader attuale è Khadgar.
Essa era originariamente una città normale, situata alle pendici delle Montagne d'Alterac e sulle rive del Lago Lordamere; venne fondata ai tempi delle Guerre dei Troll, 2.800 anni prima della Prima Guerra, come luogo in cui gli alti elfi potessero insegnare l'uso della magia ad umani selezionati. Col passare degli anni divenne una città stato e un centro di conoscenza magica importantissimo. Sotto la guida di Antonidas Dalaran entrò a far parte dell'Alleanza, ma venne assediata e saccheggiata dall'Orda durante la Seconda Guerra; venne quindi ricostruita in brevissimo tempo grazie ad un artefatto chiamato "Occhio di Dalaran". Durante la Terza Guerra, Dalaran venne nuovamente assediata, stavolta dalle armate del Flagello guidato da Arthas Menethil, che intendeva appropriarsi del libro degli incantesimi di Medivh lì custodito; nonostante le imponenti difese magiche, i non morti riuscirono ad espugnarla e massacrarne gran parte degli abitanti, incluso Antonidas. Utilizzando il libro, il lich Kel'Thuzad riuscì ad evocare il demone Archimonde, comandante in campo della Legione Infuocata, che con un incantesimo rase completamente al suolo la città.
Abbandonata dai non morti, Dalaran passò brevemente sotto il controllo dalle forze superstiti del regno di Lordaeron guidate dal Gran Maresciallo Garithos, e quindi ritornò in mano ai suoi stessi superstiti non molto tempo dopo; essi ricostruirono la città, nascondendola dietro ad una cupola di energia magica impenetrabile a chiunque.
Anni dopo l'Aspetto Draconico della magia, Malygos, decise di impedire ai mortali di usare la magia, dando il via alla Guerra del Nexus; i maghi di Dalaran, guidati da Rhonin, fecero alzare in volo la città e la spostarono sopra alla Foresta di Cristallo di Nordania; contestualmente, Dalaran venne anche dichiarata città neutrale, permettendo tanto alle forze dell'Orda, quanto a quelle dell'Alleanza, di accedervi. Successivamente, la città si è spostata sopra a Kharazan, nel Valico Ventomorto, e quindi sopra le Isole Disperse per contrastare l'invasione della Legione Infuocata.

### Mari e isole minori
I quattro continenti sono separati da un vasto oceano, il Grande Mare (Great Sea), al cui centro si trova un enorme gorgo marino circondato da una tempesta di origine magica, chiamato Maelstrom, causato dall'implosione del Pozzo dell'Eternità al termine della Guerra degli Antichi. Il Maelstrom, che sembra destinato a durare in eterno, è sempre avvolto da una violenta tempesta di acqua e magia arcana, e avvicinarsi ad esso con una nave o uno zeppelin significa rischiare il naufragio. Al di sotto delle acque del Maelstrom si trova Nazjatar, la capitale del popolo dei naga.
La parte inferiore del Grande Mare, più ricca di isole, è generalmente indicata con il nome di "Mari del Sud" (South Seas). Le acque ad ovest di Kalimdor sono chiamate Mar Velato (Veiled Sea) e quelle ad est dei Regni Orientali Mar delle Insidie (Forbidding Sea): tali mari non sono stati esplorati e le rappresentazioni sferiche del mondo di Azeroth, come ad esempio i mappamondi, mostrano i due mari come le estremità di un solo oceano. Il Mare Ghiacciato (Frozen Sea) è il tratto di mare a sud delle coste di Nordania, mentre il Mare del Nord (North Sea) lambisce Nordania a nord e Quel'Thalas a nord e ad ovest.
Tra le isole e i territori che si trovano nel Grande Mare si possono citare:
- Isole Disperse (Broken Isles): arcipelago dove si trovano le rovine dell'antica città di Suramar, città natale di Tyrande Soffiabrezza e di Malfurion ed Illidan Grantempesta, distrutta durante la Guerra degli Antichi e sprofondata in seguito alla Frattura[62]. Svariati anni prima della Prima Guerra, la Guardiana di Tirisfal Aegwynn scelse le rovine sommerse del tempio di Elune di Suramar per seppellire l'avatar di Sargeras[63][64][65], e verso la fine della Seconda Guerra Gul'dan le fece riemergere, per poter cercare l'Occhio di Sargeras all'interno della tomba, rimanendo però ucciso dai demoni che l'abitavano[62][63]. L'impresa riuscì, dopo la Terza Guerra, ad Illidan[62][63][66].
- Isole Perdute (Lost Isles): sono un arcipelago situato a sudest delle coste di Azshara; è il luogo dove sono naufragati i goblin del Cartello di Acqualorda dopo che la loro nave venne attaccata da una dell'Alleanza.
- Kezan: isola tropicale a nord di Pandaria, madrepatria dei goblin e sede della loro maggiore città, Cavafonda (Undermine)[67]. L'isola era un tempo parte dell'impero dei troll, che continuano a considerarla un luogo sacro[68]; i goblin, che erano originariamente schiavi dei troll, riusciranno a liberarsi e a conquistare Kezan grazie alle superiori capacità intellettive acquisite grazie alla kaja'mite che erano costretti a cercare nelle miniere[69][70]. Con l'avvento del Cataclisma il vulcano Monte Kajaro eruttò, distruggendo alcune parti dell'isola e costringendo parte dei goblin ad evacuare[67].
- Plunder Isle (letteralmente: "Isola del Bottino"): è l'isola che funge da base per i Bucanieri Velerosse, i pirati dei Mari del Sud[71].
- Tel'Abim (o Tel Abim): grande isola situata non lontano dalle coste di Kalimdor. Viene introdotta dai manuali del gioco di ruolo[58]. Appare, innominata, nella mappa del mondo di World of Warcraft[72], venendo anche citata nel gioco[73].
- Vashj'ir: la città natale di Dama Vashj[74], sprofondata dopo la Frattura e sommersa ora al largo delle coste di Azeroth. Dopo il Cataclisma la regina dei naga Azshara l'ha usata come base operativa[75] per assaltare il Trono degli Abissi, dimora del signore dei mari Neptulon. È divisa in tre zone: la Foresta di Alg'thar, la Distesa Scintillante e le Profondità Abissali.
- Zandalar: madrepatria dei troll Zandalari, ma anche di tutte le altre razze di troll di Azeroth. Un tempo faceva parte dell'antico continente di Kalimdor, ed era il centro dell'impero dei troll; quando avvenne la Frattura i troll riuscirono a proteggere magicamente quella porzione di terra, che quindi si salvò, pur rimanendo come un'isola in mezzo al neonato Grande Mare[76]. Quando il Catalisma colpì Azeroth, Zandalar cominciò a sprofondare rapidamente nel mare, gettando gli Zandalari nella disperazione[76][77][78].

## Sogno di Smeraldo
Il Sogno di Smeraldo o "Sogno Smeraldino" (Emerald Dream) è una "dimensione parallela" del pianeta di Azeroth, di cui costituisce la versione selvaggia ed incontaminata. I due mondi sono perfettamente "sovrapposti", e una persona che si trova ad Azeroth si trova anche contemporaneamente nello stesso punto del Sogno: quando si entra nel Sogno non ci si muove fisicamente per farlo, ma si "passa attraverso" una barriera invisibile; anche se i due piani non si toccano, essi condividono vari aspetti della natura, come il sole, le stelle, il cielo, le maree, quindi eventi come il passaggio di una cometa o un'eclissi avvengono contemporaneamente sia nell'uno che nell'altro. Oltre a portali e metodi simili, si può accedere al Sogno di Smeraldo semplicemente sognando; questo metodo è utilizzato regolarmente dagli animali, così come dai druidi. Tale metodo, al contrario dei portali, permette di fare poco altro oltre a visitare il Sogno; inoltre, sembra che Ysera venga istaneamente a conoscenza dell'identità di chi vi accede in questo modo, cosa che non avviene utilizzando incantesimi o altre vie.
Il Sogno di Smeraldo venne creato dai Titani perché fungesse da "modello originale" del mondo di Azeroth, che ne affidarono la sorveglianza a Ysera e ai suoi draghi verdi.
Il Dio Antico N'Zoth è riuscito a corrompere parte del Sogno di Smeraldo, trasformandolo nell'Incubo di Smeraldo (Emerald Nightmare); l'Incubo può colpire le persone che vi entrano in contatto e portarle alla follia. In seguito al Cataclisma Xavius, il "Signore dell'Incubo", lanciò un attacco su vasta scala contro le genti di Azeroth; Malfurion, Tyrande ed altri riuscirono a respingerlo e a sigillare l'incubo all'interno di un'area chiamata "fessura di Aln".